# Serguei Makàrov
Serguei Makàrov   (Txeliàbinsk, 19 de juny de 1958), nom complet amb patronímic Serguei Mikhàilovitx Makàrov, rus: Серге́й Миха́йлович Мака́ров, és un jugador d'hoquei sobre gel rus retirat. Durant el seu temps amb l'equip de l'Exèrcit Roig, va guanyar 11 campionats nacionals i va ser el màxim golejador de la lliga soviètica nou vegades. Va ser triat per a l'equip de l'URSS First All-Star en els anys entre 1981 i 1988 i el jugador de l'any tres vegades. Va ser inclòs al Saló de la Fama IIHF el 2001 i al Saló de la Fama d'hoquei el 2016. També el van votar com un dels sis jugadors candidats a formar part de l'Equip de les estrelles del centenari de la International Ice Hockey Federation en una enquesta a un grup de 56 experts de 16 països.

## Biografia
Va néixer el 19 de juny de 1958 a Txeliàbinsk. En la seva família hi havia dos germans grans als quals també els agradava l'hoquei: Nikolai i Yuri. Serguei va començar a patinar als cinc anys com a alumne de l'escola d'hoquei de Txeliàbinsk.
El primer entrenador va ser Viktor Starikov. En les seves entrevistes l'atleta va esmentar que és difícil dir quin era el seu millor entrenador, però va ser amb el seu primer entrenador Viktor Starikov amb qui va aprendre molt. L'entrenador Starikov no interferia en les discussions dels seus alumnes.
Entrenat per Peter Vasilievitx Dubrovin. Llicenciat per la Universitat Estatal de Cultura Física dels Urals. Després de deixar l'escola, Makàrov va ingressar en l'Institut de Cultura Física de Txeliàbinsk i es va graduar el 1981. De jove era conegut com un home d'extraordinària erudició.
Als 18 anys, Makàrov va debutar amb el Traktor local i va passar dues temporades en l'equip. El 1978, després de ser reclutat per l'exèrcit, Makàrov va rebre una invitació del CSKA. Al jugador d'hoquei li va costar adaptar-se al nou equip i als entrenaments de Viktor Tikhonov. Aquesta mateixa temporada, Makàrov va jugar el seu primer partit amb la selecció nacional de l'URSS. En el seu primer partit amb l'equip, contra els finlandesos, Makàrov va marcar un gol i l'equip soviètic va guanyar 9-0. En el segon partit, Makàrov va tornar a marcar i la selecció soviètica va guanyar 4-2.

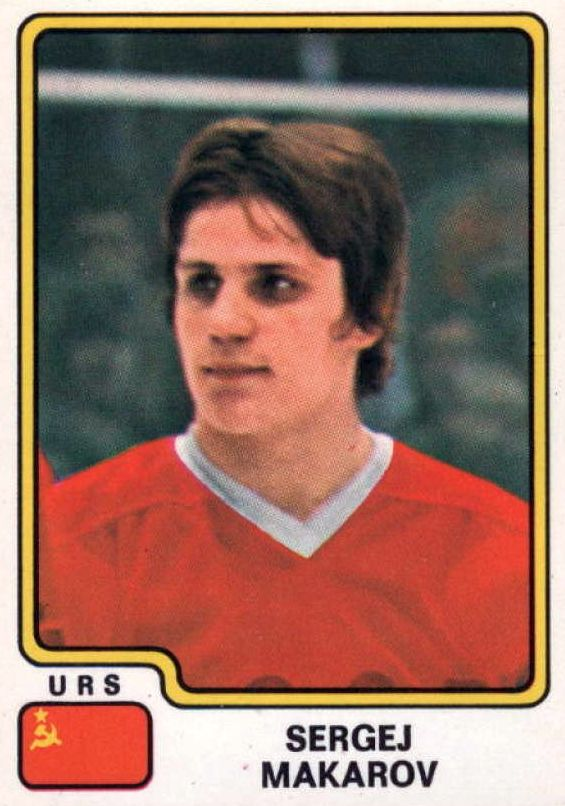
Uniforme de la selecció nacional de l'URSS, 1979

En el Campionat del Món d'Hoquei de 1978, celebrat a Praga. Makàrov va marcar tres gols contra Alemanya Occidental, Alemanya Oriental i Finlàndia i es va proclamar campió del món. Makàrov es va convertir en el millor tirador del torneig en el Campionat del Món de 1979. Va jugar una temporada completa amb la selecció nacional, apareixent en partits amistosos i en tornejos per als premis dels periòdics Rude Right i Izvestia. Al febrer de 1979 va ser inclòs en la llista de convocats per a la Challenge Cup dels Estats Units.
El 1981, Makarov va acudir a la Copa Canadà com a membre de la selecció nacional de l'URSS. Just en aquest torneig es va crear un dels quintets més forts de la història de l'hoquei mundial: «El quintet de Larionov», que incloïa a Vladimir Evgenievitx Krutov, Igor Larionov, i també als defenses Viacheslav Alexandrovitx Fetisov i Alexei Viktorovitx Kasatonov. En gran part gràcies a aquest quintet, la selecció nacional de l'URSS va guanyar cinc Campionats del Món consecutius, de 1978 a 1983. Sergei Makàrov va ser el màxim golejador dels campionats del món de 1979, 1983, 1985 i 1986. En una època va ser capità del CSKA i de la selecció nacional de l'URSS.
En els Jocs Olímpics de 1980 en Lake Placid, la selecció nacional de l'URSS va guanyar la medalla de plata, perdent davant els Estats Units. En les Olimpíades de Sarajevo el 1984 i de Calgary el 1988, l'equip soviètic va guanyar.

## Carrera
Makàrov es va formar íntegrament en la Unió Soviètica. Va guanyar dos Campionats del Món Juvenils i va ser nomenat el millor jugador durant la seva segona victòria el 1978. Makarov també va estar en l'equip nacional soviètic d'hoquei sobre gel que va guanyar l'or en els Campionats del Món el 1978, 1979, 1981, 1982, 1983, 1986, 1989 i 1990 i en la Copa Canadà el 1981. En els Jocs Olímpics d'Hivern, va guanyar la medalla d'or el 1984 i 1988 i una de plata el 1980 com a membre de l'equip de l'URSS. En la Unió Soviètica, Makàrov va jugar 11 temporades de campionat amb el CSKA de Moscou (Exèrcit Roig), va guanyar el premi al Jugador soviètic de l'Any (també conegut com a mVP soviètic) tres vegades, va ser nominat per a l'Equip d'Estrelles de la Lliga Soviètica deu vegades, i va liderar la lliga en punts nou vegades. Juntament amb Igor Larionov i Vladimir Krutov, van formar la denominada línia KLM, una de les línies més talentoses i temudes de l'hoquei.
El 1989, la Unió Soviètica li va permetre a Makàrov unir-se a la Lliga Nacional d'Hoquei i les Flames de Calgary. Va guanyar el Calder Memorial Trophy com a novençà de l'any a l'edat de 31 anys (com a resultat, es van canviar les regles i ara només els jugadors menors de 26 anys qualifiquen per al premi: la Regla Makarov). Amb un 25,9 %, el seu percentatge de tirs va ser el més alt de tots els jugadors de la NHL. Makarov també va jugar per als Sant Jose Sharks de 1993 a 1995. Durant la temporada 1995-96, Makàrov va ser eliminat de la llista dels Sharks i no va jugar i es va convertir en entrenador assistent de la selecció russa durant la Copa del Món.
En la temporada 1996-97, Makàrov va fer dos intents de remuntada, primer amb els Dallas Stars, per als quals va jugar quatre partits entre el 15 i el 29 de novembre, i després va jugar per al HC Fribourg-Gottéron en la Nationalliga A de Suïssa amb els seus excompanys Viacheslav Bikov i Andrei Khomutov.
El 2001, Makàrov va ser inclòs en el Saló de la Fama de la IIHF durant el Campionat Mundial d'Hoquei sobre Gel a Alemanya. El 27 de juny de 2016, es va anunciar que seria inclòs en el Saló de la Fama de l'Hoquei el 14 de novembre de 2016 juntament amb Eric Lindros, Rogie Vachon i Pat Quinn (pòstumament).
En els últims anys, a Serguei Makàrov no li agrada comunicar-se amb els mitjans. Rares vegades apareix en qualsevol esdeveniment. És el posseïdor del rècord entre els jugadors d'hoquei soviètics i russos quant al nombre total de gols marcats en partits oficials per als equips i seleccions nacionals de l'URSS, Rússia i la NHL (714), per davant de Boris Mikhailov per 9 gols.
Makàrov té quatre fills: tres fills i una filla. A Calgary, es va divorciar de la seva primera esposa, Vera, i es va casar amb Mary, que treballava com a acomodadora. En un nou matrimoni, van néixer un fill, Nikki, i una filla, Katya.
De 2012 a 2015, es va exercir com a director executiu de la Night Hoquei League. Membre del Consell de Llegendes de la Lliga de la Nit.

## Estadístiques

### Temporada regular i playoffs
| 1976–77    | Traktor Chelyabinsk  | USSR       | 11  | 1   | 0   | 1   | 4   | —  | —  | —  | —  | — |
| 1977–78    | Traktor Chelyabinsk  | USSR       | 36  | 18  | 13  | 31  | 10  | —  | —  | —  | —  | — |
| 1978–79    | CSKA Moscow          | USSR       | 44  | 18  | 21  | 39  | 12  | —  | —  | —  | —  | — |
| 1979–80    | CSKA Moscow          | USSR       | 44  | 29  | 39  | 68  | 16  | —  | —  | —  | —  | — |
| 1980–81    | CSKA Moscow          | USSR       | 49  | 42  | 37  | 79  | 22  | —  | —  | —  | —  | — |
| 1981–82    | CSKA Moscow          | USSR       | 46  | 32  | 43  | 75  | 18  | —  | —  | —  | —  | — |
| 1982–83    | CSKA Moscow          | USSR       | 30  | 25  | 17  | 42  | 6   | —  | —  | —  | —  | — |
| 1983–84    | CSKA Moscow          | USSR       | 44  | 36  | 37  | 73  | 28  | —  | —  | —  | —  | — |
| 1984–85    | CSKA Moscow          | USSR       | 40  | 26  | 39  | 65  | 28  | —  | —  | —  | —  | — |
| 1985–86    | CSKA Moscow          | USSR       | 40  | 30  | 32  | 62  | 28  | —  | —  | —  | —  | — |
| 1986–87    | CSKA Moscow          | USSR       | 40  | 21  | 32  | 53  | 26  | —  | —  | —  | —  | — |
| 1987–88    | CSKA Moscow          | USSR       | 51  | 23  | 45  | 68  | 50  | —  | —  | —  | —  | — |
| 1988–89    | CSKA Moscow          | USSR       | 44  | 21  | 33  | 54  | 42  | —  | —  | —  | —  | — |
| 1989–90    | Calgary Flames       | NHL        | 80  | 24  | 62  | 86  | 55  | 6  | 0  | 6  | 6  | 0 |
| 1990–91    | Calgary Flames       | NHL        | 78  | 30  | 49  | 79  | 44  | 3  | 1  | 0  | 1  | 0 |
| 1991–92    | Calgary Flames       | NHL        | 68  | 22  | 48  | 70  | 60  | —  | —  | —  | —  | — |
| 1992–93    | Calgary Flames       | NHL        | 71  | 18  | 39  | 57  | 40  | —  | —  | —  | —  | — |
| 1993–94    | San Jose Sharks      | NHL        | 80  | 30  | 38  | 68  | 78  | 14 | 8  | 2  | 10 | 4 |
| 1994–95    | San Jose Sharks      | NHL        | 43  | 10  | 14  | 24  | 40  | 11 | 3  | 3  | 6  | 4 |
| 1996–97    | HC Fribourg-Gottéron | NDA        | 6   | 3   | 2   | 5   | 2   | 1  | 0  | 0  | 0  | 0 |
| 1996–97    | Dallas Stars         | NHL        | 4   | 0   | 0   | 0   | 0   | —  | —  | —  | —  | — |
| Total USSR | Total USSR           | Total USSR | 519 | 322 | 388 | 710 | 290 | —  | —  | —  | —  | — |
| Total NHL  | Total NHL            | Total NHL  | 424 | 134 | 250 | 384 | 317 | 34 | 12 | 11 | 23 | 8 |

### International
| Ant          | Equip          | Eseveniment    | Resultat     |     | PJ | G  | A   | Pts | PIM |
| ------------ | -------------- | -------------- | ------------ | --- | -- | -- | --- | --- | --- |
| 1977         | Unió Soviètica | Mundial Junior | 1            | 7   | 4  | 4  | 8   | 4   |     |
| 1978         | Unió Soviètica | Mundial Junior | 1            | 7   | 8  | 7  | 15  | 4   |     |
| 1978         | Unió Soviètica | Mundial        | 1            | 10  | 3  | 2  | 5   | 5   |     |
| 1979         | Unió Soviètica | Mundial        | 1            | 8   | 8  | 4  | 12  | 6   |     |
| 1980         | Unió Soviètica | JJ.OO          | 2            | 7   | 5  | 6  | 11  | 2   |     |
| 1981         | Unió Soviètica | Mundial        | 1            | 7   | 3  | 6  | 9   | 0   |     |
| 1981         | Unió Soviètica | CC             | 1            | 7   | 3  | 6  | 9   | 0   |     |
| 1982         | Unió Soviètica | Mundial        | 1            | 10  | 6  | 7  | 13  | 8   |     |
| 1983         | Unió Soviètica | Mundial        | 1            | 10  | 9  | 9  | 18  | 18  |     |
| 1984         | Unió Soviètica | JJ.OO          | 1            | 7   | 3  | 3  | 6   | 6   |     |
| 1984         | Unió Soviètica | CC             | 3            | 6   | 6  | 1  | 7   | 4   |     |
| 1985         | Unió Soviètica | Mundial        | 3            | 10  | 9  | 5  | 14  | 8   |     |
| 1986         | Unió Soviètica | Mundial        | 1            | 10  | 4  | 14 | 18  | 12  |     |
| 1987         | Unió Soviètica | Mundial        | 2            | 10  | 4  | 10 | 14  | 8   |     |
| 1987         | Unió Soviètica | CC             | 2            | 9   | 7  | 8  | 15  | 8   |     |
| 1988         | Unió Soviètica | JJ.OO          | 1            | 8   | 3  | 8  | 11  | 10  |     |
| 1989         | Unió Soviètica | Mundial        | 1            | 10  | 5  | 3  | 8   | 8   |     |
| 1990         | Unió Soviètica | Mundial        | 1            | 7   | 2  | 1  | 3   | 8   |     |
| 1991         | Unió Soviètica | Mundial        | 3            | 8   | 3  | 7  | 10  | 6   |     |
| Total Junior | Total Junior   | Total Junior   | Total Junior | 14  | 12 | 11 | 23  | 8   |     |
| Total Senior | Total Senior   | Total Senior   | Total Senior | 145 | 83 | 89 | 172 | 129 |     |

Llegenda: PJ (partits jugats), G (gols), A (assitències), Pts (punts), PIM (penalts)